# Oeste (Goiânia)
Oeste é um bairro da região sul de Goiânia, capital do estado brasileiro de Goiás. É o bairro que se destaca por estar entre dois parques (Bosque dos Buritis e Lago das Rosas) e pelas inúmeras praças. É considerado um dos três bairros-centro de Goiânia (os outros dois são o Bueno e o Jardim Goiás) que concentram grande parte dos serviços da cidade. O Oeste ascendeu a esta posição ao longo dos anos 1970 e 1980, superando em importância o Centro e se tornando o bairro mais importante da cidade; ao longo dos anos 2000 foi sobrepujado pelo Bueno - o principal centro de serviços da metrópole goianiense. 
Situa-se entre os bairros Central, Aeroporto, Bueno e Marista. O bairro Oeste destaca-se por possuir a maior concentração de hotéis e por possuir a maior concentração de bancos de Goiânia. O bairro concentra estabelecimentos 24 horas, prédios residenciais e comerciais, além de restaurantes, academias, imobiliárias, hospitais e escolas.
Segundo dados do censo do IBGE em 2010, é o quinto bairro mais populoso do município, contando uma aglomeração de vinte e seis mil pessoas.